# 北里仮乗降場
北里仮乗降場（きたさとかりじょうこうじょう）は、北海道天塩郡遠別町字北里にあった日本国有鉄道羽幌線の仮乗降場（局設定）。1970年（昭和45年）9月7日に利用者僅少により廃駅となった。

## 歴史
- 1956年（昭和31年）5月1日 - 開設[1]。
- 1970年（昭和45年）9月7日 - 廃駅[1]。

## 駅構造
単式ホーム1面1線。無人駅。

## 駅周辺
- 北里と丸松の字境界となる道路の踏切を北里側に越えた位置（北側）に設置されていた。北里の中心部からはかなり離れた位置となっている。この乗降場の設置されていた時期は整備前の旧国道がすぐ横を通っていたが、整備された後はかなり離れた位置となった。
- 周囲に目立つ建造物はない。
- 沿岸バス豊富留萌線の第1北里停留所は、上記の踏切のあった道路を東に向かった国道232号線との交差点付近にあり、当乗降場跡から約1km離れている。

## 参考図書
- 国土地理院 1972年1月30日発行 2万5千分の1地形図 「丸松」（1969年測量）

## 駅跡
牧草地として均され、路盤跡さえ残っていない。（道路の反対側（南側）には路盤跡が若干残っている）

## 隣の駅
日本国有鉄道
羽幌線
丸松駅 - 北里仮乗降場 -  更岸駅